# Nuit sans fin
Pour l’article homonyme, voir Nuit sans fin (Kanso).
Pour plus de détails, voir Fiche technique et Distribution.
Nuit sans fin est un film français réalisé par Jacques Séverac, sorti en 1947.

## Fiche technique
- Titre : Nuit sans fin
- Réalisation : Jacques Séverac, assisté de Max Pécas
- Scénario : Jacques Séverac et Georges Magnane, d'après son roman Gerbe Baude (Gallimard, 1943)
- Photographie : Pierre Levent
- Son : Ernest Senège
- Musique : Henri Forterre
- Société de production : Les Productions Monceau
- Format :  Noir et blanc - 1,37:1 - 35 mm - Son mono
- Pays de production :  France
- Genre : Mélodrame policier
- Durée : 96 minutes
- Date de sortie :
  - France : 4 juin 1947
- Affiche : Georges Dastor (France)

## Distribution
- Ginette Leclerc : Rina
- Édouard Delmont : le père Toine
- Alexandre Rignault : Joseph
- André Valmy : Olivier
- Helena Manson : la fille Leleuf
- Jeanne Fusier-Gir : la mercière
- Hélène Sauvaneix : Madeleine
- Lucas Gridoux : Maloeil
- Geneviève Morel : Maria
- Robert Seller : le docteur
- Robert Le Fort : un paysan
- Marcel Mérovée : Germain
- Nicolas Bataille